# Alkapur
Alkapur – wieś w Indiach położona w stanie Maharasztra, w dystrykcie Thane, w tehsilu Dahanu.
Według spisu ludności Indii z 2011 roku, w Alkapur znajdują się 223 gospodarstwa domowe, które zamieszkuje 1195 osób.